# Manene
Manuel Martínez Diterlet, -conocido como Manene (Córdoba, 11 de agosto de 1860-ibídem, 28 de diciembre de 1888) fue un torero español.
Con sólo once años ingresó en la cuadrilla de niños cordobeses dirigida por Francisco Rodríguez "Caniqui". Posteriormente entró como banderillero en la cuadrilla de Manuel Molina, llegando a torear con Manuel Fuentes "Bocanegra" y sustituyendo a Mariano Antón en la cuadrilla de Rafael Molina "Lagartijo" . El 26 de diciembre de 1888, en una corrida en la Plaza de Toros de los Tejares recibió una cornada del cuarto toro, de nombre Aguardientero del Lagartijo, en el muslo izquierdo, que le afectó la vejiga y le provocó la muerte dos días después.